# Kupferhof Gedau

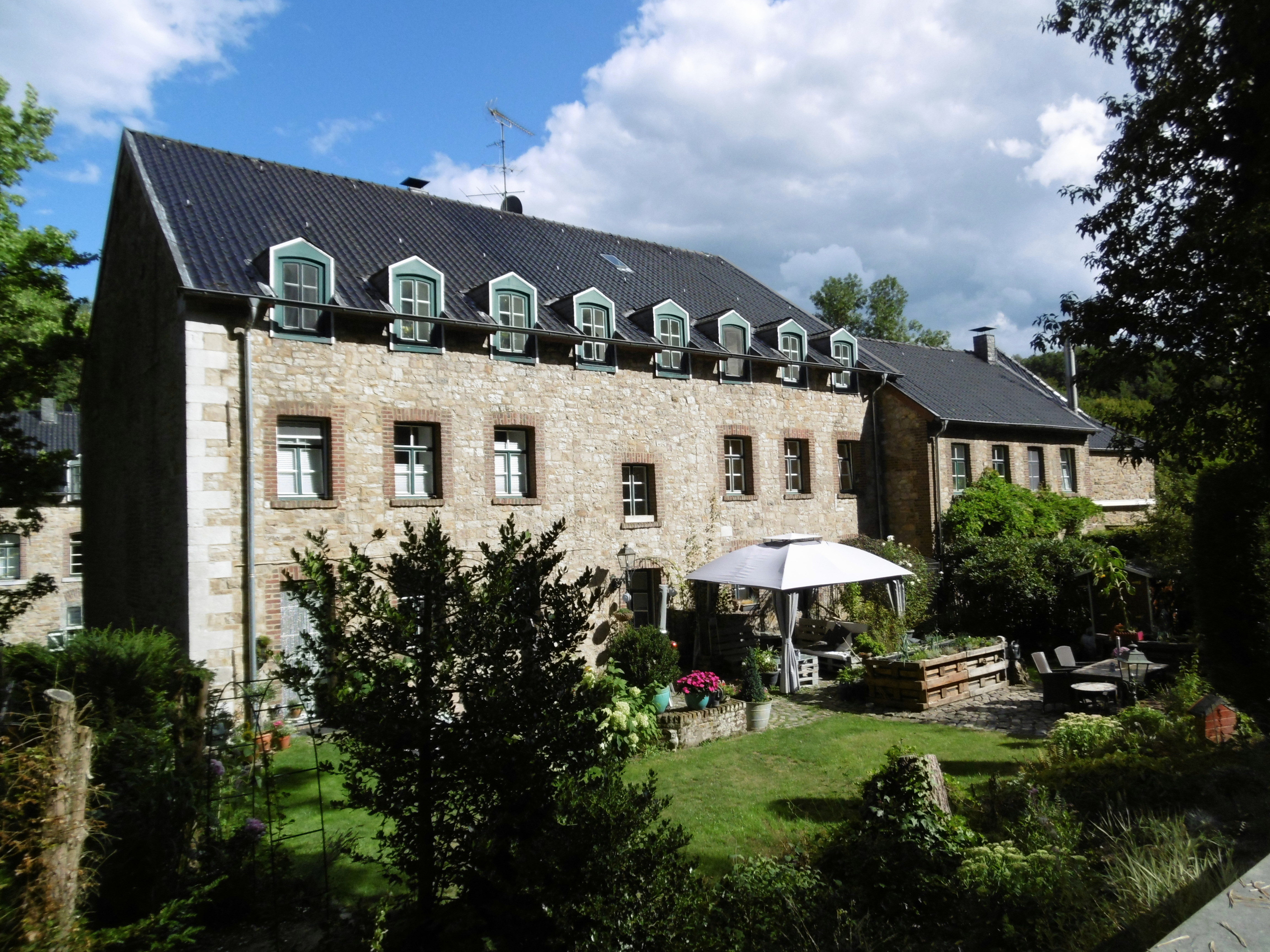
Kupferhof Gedau (2020)

Der Kupferhof Gedau ist ein ehemaliger Kupferhof, eine Produktionsstätte für Messing, im Stolberger Stadtteil Büsbach am Ufer der Inde, die hier auch „Münsterbach“ genannt wird. Er wurde im 17. Jahrhundert von Theodor Peltzer (* 1644) als Kupferhof eingerichtet und steht nach mehreren Besitzerwechseln und Nutzungsänderungen seit 1987 unter Denkmalschutz.

## Geschichte

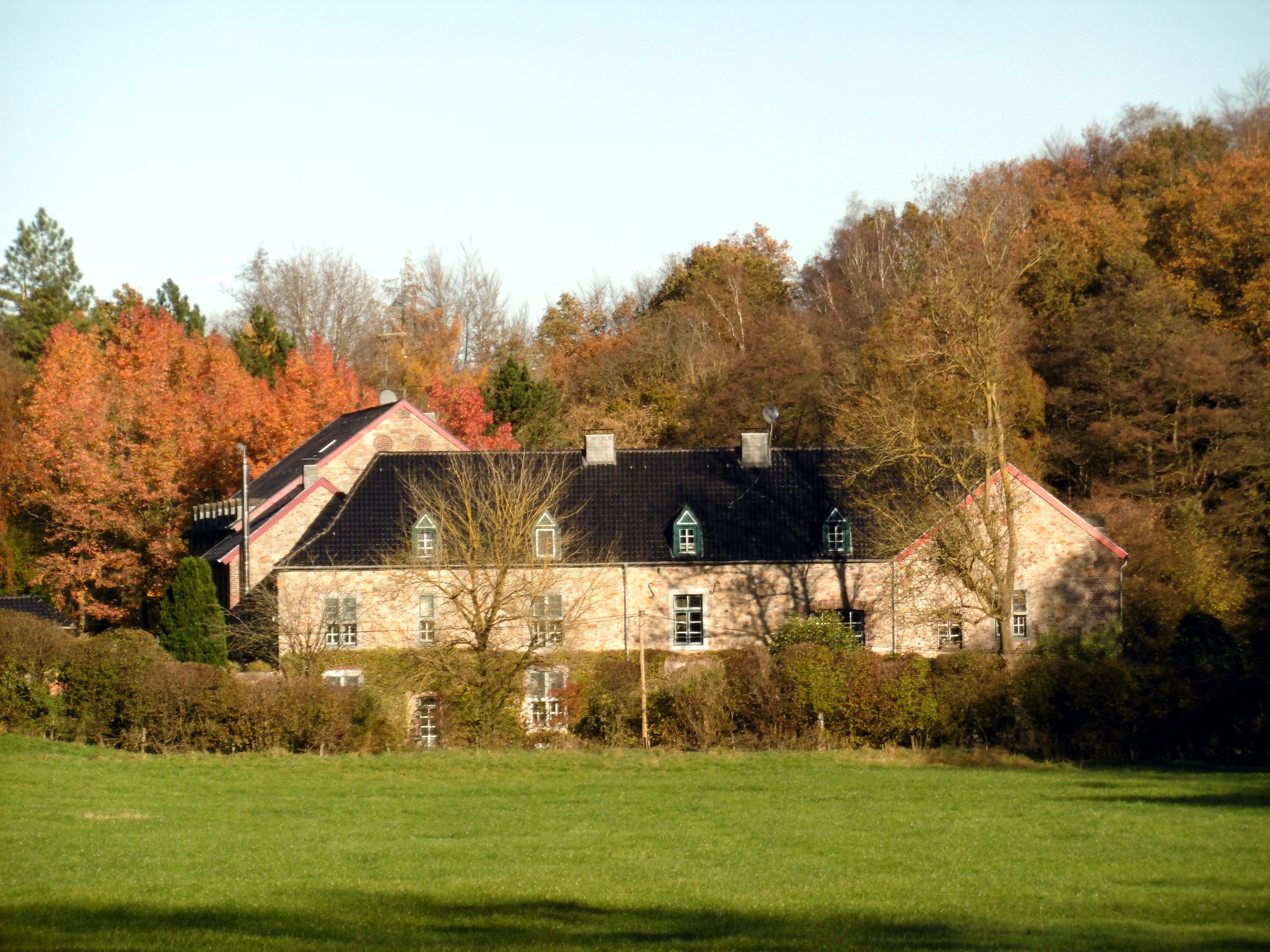
Gut Gedau im Naturschutzgebiet

Theodor Peltzer, Sohn des Kupfermeisters auf der Roderburgmühle Dietrich Peltzer (1609–1667), verzichtete zugunsten seines Bruders Peter auf den elterlichen Kupferhof und übernahm stattdessen im Gedautal im Gebiet des heutigen Naturschutzgebiets Tatternsteine einen bestehenden Kupferhof, der 1644 erstmals erwähnt und 1646 in einer Karte des Münsterländchens nachgewiesen ist. Inmitten grüner Umgebung vermittelt dieser Hof einen Eindruck von der ursprünglichen Abgeschiedenheit der meisten Hofanlagen früherer Zeiten und von den anfänglichen Verhältnissen in den heute dicht besiedelten Stolberger Tälern. Über Theodors Sohn Dietrich (* 1684) gelangte der Kupferhof an seinen Enkel Theodor Peltzer (1718–1757), der nach seinem frühen Tod neben seiner Witwe mindestens acht unmündige Kinder, zumeist Töchter, hinterließ. Dies führte in den Folgejahren zu wechselnden Zuständigkeiten auf dem Kupferhof, sowie wegen nachlassender Aufträge und ungünstiger Anbindung an das Oberzentrum in Stolberg zu einer gewissen Unrentabilität, so dass er schließlich verkauft werden musste.
Daraufhin erwarb der Tuchfabrikant Franz Carl Nellessen  die gesamte Hofanlage und richtete darin für seine Tuchfabrik Nellessen mit Hauptsitz in Aachen eine Werksfiliale ein. Er ließ die Betriebsräume als Spinnerei und Weberei umbauen und übernahm zudem die benachbarte Plätschmühle, die er als Spülmühle für die Tuchfärbung benutzte. Der Mühlengraben der Gedau schloss sich direkt an den Mühlengraben der Plätschmühle an, die zusätzliches Wasser noch aus dem Münsterbach/Inde erhielt, was zu einer schnelleren und bedarfsgerechten Stauung des Mühlenteiches führte. Das ursprüngliche Mauerwerk der alten Mühlengräben und des rechteckigen Mühlteiches sind bis heute erhalten geblieben, obwohl ab 1862 eine Dampfmaschine die Wasserkraft ersetzte.
Die nunmehrige Tuchfabrik verblieb bis zur Stilllegung des Gesamtunternehmens im Jahr 1926 über fünf Generationen im Besitz der Familie Nellessen, bevor sie im Anschluss daran bis 1958 von der Familie Bartholomey als „Tuch- und Reißwollfabrik Bartholomey“ betrieben wurde. Nach einigen Jahren des Leerstandes wurde die Hofanlage Gedau zu einer komfortablen privaten Wohnanlage im Grünen umgebaut und als solche 1981 fertig gestellt. Anschließend erfolgte der Eintrag in die Denkmalliste der Stadt Stolberg.